# 笹塚 (白井市)
笹塚（ささづか）は、千葉県白井市の町丁。現行行政地名は笹塚一丁目から笹塚三丁目。郵便番号270-1426。

## 地理
東は復、西は根に隣接している。

## 世帯数と人口
2017年（平成29年）10月31日現在の世帯数と人口は以下の通りである。
| 丁目               | 世帯数  | 人口    |
| ------------------ | ------- | ------- |
| 笹塚一丁目・二丁目 | 688世帯 | 1,976人 |
| 笹塚三丁目         | 251世帯 | 730人   |
| 計                 | 939世帯 | 2,706人 |

## 小・中学校の学区
市立小・中学校に通う場合、学区は以下の通りとなる。
| 丁目       | 番地 | 小学校             | 中学校             |
| ---------- | ---- | ------------------ | ------------------ |
| 笹塚一丁目 | 全域 | 白井市立南山小学校 | 白井市立南山中学校 |
| 笹塚二丁目 | 全域 | 白井市立南山小学校 | 白井市立南山中学校 |
| 笹塚三丁目 | 全域 | 白井市立南山小学校 | 白井市立南山中学校 |

## 施設

### 一丁目
- ホーマックスーパーデポ白井店
- カワチ薬品白井店

### 二丁目
- トウズ白井駅前店
- ケーズデンキ白井駅前店

### 三丁目
- 笹塚公園

## 交通

### 鉄道
地内に鉄道は通っていない。復にある北総鉄道北総線の白井駅が利用できる。

### 道路
- 国道
  - 国道464号
- 主要地方道
  - 千葉県道59号市川印西線
- 都道府県道
  - 千葉県道192号白井停車場線